# Халеб (държава)
Държавата Халеб (на френски: État d'Alep, на арабски: دولة حلب) е една от шестте държави, създадени от френския върховен комисар на Леванта генерал Анри Гуро във френския мандат в Сирия, последвал конференцията в Сан Ремо (април 1920 г.) и краха на краткотрайния арабска сирийска монархия на крал Фейсал I.
Другите държави са Дамаск (1920 г.), Алавитската държава (1920 г.), Джабал ал-Друз (1921 г.), Санджак Александрета (1921 г.) и Голям Ливан (1920 г., бъдещ Ливан).

## Учредяване
Държавата Халеб е обявена от френския генерал Анри Гуро на 1 септември 1920 г. като част от френска схема за улесняване на контрола върху Сирия чрез разделянето ѝ на няколко по-малки държави. Франция става по-враждебна към идеята за обединена Сирия след битката при Майсалун. Държавата включва санджак Александрета и се управлява от Камил паша ал-Кудси.
Чрез отделянето на Халеб от Дамаск Гуро иска да се възползва от традиционното състояние на конкуренция между двата града и да го превърне в политическо разделение. Хората в Халеб са недоволни от факта, че Дамаск е избран за столица на новата нация на Сирия. Гуро усеща това настроение и се опитва да го манипулира, като прави Халеб столица на голяма и по-богата държава, с която Дамаск би било трудно да се конкурира. Държавата, начертана от Франция, съдържа по-голямата част от плодородната територия на Сирия, включително плодородната земя около Халеб, както и целия плодороден басейн на река Ефрат. Тя също така има излаз на море чрез автономния санджак Александрета. Дамаск, който е оазис в покрайнините на Сирийската пустиня, няма нито достатъчно плодородна земя, нито излаз на море. Гуро иска да направи държавата Халеб привлекателна за нейните потенциални владетели, като ѝ дава контрол върху по-голямата част от селскостопанските и минералните богатства на Сирия, така че тя да не иска да се обедини отново с Дамаск.

## Население
В държавата има мнозинство от мюсюлмани сунити. Това население е предимно от араби, но също така включва кюрди, особено в източните региони, и други разнообразни етнически групи, преместени през османския период, най-вече черкези, албанци, босненци, българи, турци, кабардинци, чеченци и други. Значително шиитско мюсюлманско население също живее в Халеб, в градове като Небол, Фуа, Аз Захра, Кефрая и Маарат Мисрин
Халеб също е бил дом на една от най-богатите и разнообразни християнски общности в Ориента. Християните, принадлежащи към дузина различни конгрегации (с преобладаване на арменската апостолическа, гръкокатолическата и сирийската православна църкви), представляват около 1/3 от населението на града, което го прави града с най-голямата християнска общност в Близкия Изток извън Ливан. Много християни населяват и източните райони на държавата, като са предимно от сирийски и асирийски етнос.
През 1923 г. общото население на държавата е около 604 000 (без номадското население на източните региони). Град Халеб също имае голяма еврейска общност.
| Общо разпределение на населението в държавата според френското преброяване през 1921 – 1922 г. |         |         |
| Религия                                                                                        | Жители  | Процент |
| сунити                                                                                         | 502 000 | 83,1%   |
| християни                                                                                      | 52 000  | 8,6%    |
| алавити                                                                                        | 30 000  | 5%      |
| евреи                                                                                          | 7000    | 1,2%    |
| чужденци                                                                                       | 3000    | 0,5%    |
| Общо                                                                                           | 604 000 | 100%    |

## Губернатори
- 1920 – 1922 г. Генерал Камил паша ал-Кудси (1849 – 1926)
- 1923 – 1924 г. Мустафа бей Бармада (1883 – 1953)
- 1924 – 1925 г. Мари паша Ал Малах (1856 – 1930)

## Френски делегати
- 1920 – 1922 г. генерал Анри-Феликс дьо Ламот (1843 – 1926)
- 1922 – 1924 г. генерал Гастон Билот (1875 – 1940)
- 1925 г. мосю Жак Реклю

## Съвет на директорите
Въпреки желанията на френското правителство ислямско-арабската съпротива е достатъчна, за да принуди французите да работят чрез тях в управлението на района. По този начин Съветът на директорите е създаден през 1920 г., за да допълни генерал-губернатора. Четиримата членове на Съвета са Мари Паша Ал Малах (вътрешни работи), Субхи Бей Ал Найял (правосъдие), Насри Ефенди Бакхаш (търговия и земеделие) и Виктор Ефенди Аджури (финанси). След оставката на Ал Малах през 1921 г. той е наследен от Ал Найял като директор на вътрешните работи, а Заки Бей Ал Горани е избран да наследи Ал Найял като директор на правосъдието. През 1923 г. на власт идва ляво френско правителство и променя политическата посока, като позволява изграждането на панарабска Сирия. Така Съветът на директорите в Халеб е премахнат след създаването на Сирийската федерация.

## Представителен съвет
Законодателният орган е Представителният съвет и мнозинството от членовете му са профренски настроени. Някои от видните депутати са Субхи Баракат, който по-късно е президент на Сирийската федерация, кметът на Халеб Галеб Бей Ибрахим паша, ръководителят на Търговската камара Салим Джанбарат, адвокатът Мишел Джанадри и Фахир Ал Джабири, по-голям брат на националистическия лидер Саадала ал-Джабири.

## Въстание на Ханану
Ибрахим Ханану е родом от Халеб и е виден член на Сирийския национален конгрес, който е избран през 1919 г. и който отказва френския мандат в Сирия. Подкрепен от турския националистически лидер Мустафа Кемал Ататюрк, Ханану започва въоръжен бунт срещу французите, който продължава, докато не е арестуван през 1921 г. Ханану е съден през същата година в съд в Халеб, но е признат за невинен от съдиите с три гласа срещу два; вероятно присъдата е повлияна от тълпите от привърженици, които се събират около съдебната палата през този ден.
След това Ханану преминава в политическа опозиция и през 1926 г. изиграва основна роля в предотвратяването на отделянето на Халеб от Сирийската държава, създадена през декември 1924 г. Умира през 1935 г.

## Сирийска федерация и Сирийска държава
Генерал Гуро създава Сирийската федерация на 28 юни 1922 г. Федерацията включва държавите Дамаск, Халеб и Алавитската държава. През 1924 г. Алавитската държава отново е отделена. Сирийската федерация е включена в Сирийската държава на 1 януари 1925 г. С централизирането на новата сирийска държава през 1925 г. Халеб губи своята автономия и се свежда до провинциална зависимост от Дамаск. Действащият генерал-губернатор на държавата Халеб – мюсюлманинът Мари Паша Ал Малах е обявен за губернатор (валия) на провинция Халеб (с ранг на министър). Колониалното знаме на държавата обаче остава в употреба до 25 януари 1925 г., когато е окончателно премахнато.